# París Galán
Carlos Felipe Parra Heredia (Oruro, 5 de febrero de 1968), conocido profesionalmente como París Galán, es un drag queen boliviano, activista por los derechos LGBT y político. Miembro de la Familia Galán, un colectivo de artistas drag LGBT, Parra es la drag queen más conocida del país. Hizo historia como la primera persona abiertamente transgénero en ganar un cargo electivo en Bolivia después de ser elegido para la Asamblea Legislativa Departamental de La Paz en 2015. Hasta la fecha, es una de las dos personas queer y el segundo hombre gay en Bolivia que ha ocupado un cargo político como diputado, después de Manuel Canelas.
Nacido y criado en Oruro, Parra estudió lingüística en París, Francia. Se instaló en La Paz, donde se convirtió en un elemento popular de la escena nocturna clandestina LGBT. Junto a otros artistas queer, realizó espectáculos drag como parte de la Familia Galán, un colectivo drag con sede en la ciudad. Aunque el grupo vio un éxito a pequeña escala como una compañía de artistas de género puramente femenino, Parra y otros miembros trabajaron para introducir elementos andróginos y zoomórficos más exagerados de la cultura drag queen en su forma de arte. El estilo resultante, etiquetado transformismo drag queen, tuvo un gran éxito una vez que el grupo se hizo público en 2001, convirtiéndose en un elemento básico de las actuaciones de la Familia Galán en los desfiles del orgullo y eventos folclóricos.
Habiendo participado previamente en campañas de concientización sobre los derechos LGBT y el VIH/SIDA, Parra se involucró más políticamente al comienzo de la Asamblea Constituyente de 2006-2007. Aunque su grupo intentó colaborar con otras organizaciones activistas para consolidar un movimiento LGBT fronterizo, los desacuerdos internos y el faccionalismo obstaculizaron los esfuerzos de la comunidad para asegurar una legislación que afirmara los derechos. En 2006, disputó un escaño en la Asamblea Constituyente en la lista electoral del Movimiento Bolivia Libre, pero no logró alcanzar el cargo. Años después, en 2015, fue elegido como miembro suplente de la Asamblea Legislativa Departamental de La Paz, convirtiéndose en el primer legislador transgénero del país. Aunque Parra intentó ocupar un puesto principal que quedó vacante debido a que su partido no nominó a un candidato para ocuparlo, las autoridades electorales se negaron a acreditarlo. Después de una batalla legal de cuatro años, durante la cual realizó múltiples huelgas de hambre, Parra finalmente ocupó el puesto en 2019. Habiendo visto interrumpido más de la mitad de su mandato, Parra buscó la reelección en 2021 pero no logró asegurar un segundo mandato.

## Primeros años y carrera de actuación
Carlos Parra nació el 5 de febrero de 1968 en Oruro. Su madre, una indígena quechua viuda, lo crio junto a diez hermanos. Parra se dio cuenta de que era gay a la edad de 4 años, una orientación que compartió con uno de sus hermanos, Roberto. Al recordar los desafíos sociales que ha enfrentado por su orientación sexual, Parra señaló que nunca tuvo que salir del armario cuando era niño. "Todo el mundo sabía lo que yo era; me decían La Parra. Siempre fui así: visible; fui transgresor y me junté con gente transgresora".

### Las Galán y eltransformismo femenino(1997-2001)
En 1986, poco después de graduarse de la escuela secundaria, la madre de Parra lo envió a vivir a La Paz "para alejarlo de sus amigos maricas". En cambio, la estadía de Parra en la capital lo llevó a desarrollar vínculos aún más estrechos con la comunidad LGBT, ya que formó nuevas relaciones con muchos de los residentes travestis de la ciudad. Pasó una breve licencia en París con una beca de la Embajada de Francia, tiempo durante el cual completó un posgrado en lingüística y aprendió a hablar inglés y francés. A su regreso a La Paz, Parra se volvió más activo en la escena nocturna gay de la ciudad. En particular, frecuentaba la bolera Bronx de Sopocachi, donde conoció a Diana Sofía Galán (Marco Salguero), una artista de performance drag que lo introdujo en el arte del transformismo femenino.
Junto con otros artistas, Parra y Salguero comenzaron a realizar espectáculos de drag como grupo, y la compañía llegó a ser conocida como Las Galán por la comunidad queer de La Paz. El colectivo se constituyó formalmente bajo ese nombre en 1997, tomando cada integrante el apellido artístico Galán como homenaje a Salguero, su madre drag. Para su nombre artístico, Parra eligió París por la ciudad en la que se educó. Durante finales de la década de 1990, el colectivo de Parra siguió teniendo un pequeño éxito actuando en bares y discotecas gay. Si bien la compañía en su conjunto se mantuvo relativamente clandestina —"escondidas por las luces tenues y lúgubres de discotecas nocturnas y vistas solo por gente marica conocida", según relata Danna Galán (David Aruquipa)—, Parra era "mucho más atrevida y dispuesta a otras búsqueda". En 1998, fue finalista de Miss La Paz y obtuvo el tercer lugar en el certamen nacional. Se declaró públicamente gay en el programa Atrévete conducido por Ximena Galarza.

### La Familia Galán y eltransformismo drag queen(2001–2005)
Aunque Las Galán se concibió originalmente como un movimiento gay, la adhesión de nuevos miembros de diferentes identidades de género llevó a Parra a vislumbrar un estilo de transformismo más inclusivo. En conversaciones con Aruquipa, la pareja trabajó para adaptar el transformismo para incluir elementos más exagerados de la cultura drag queen. El estilo resultante, denominado transformismo drag queen, tenía "una estética irreverente". Mediante el uso de pelucas coloridas, disfraces estridentes, así como la incorporación de elementos andróginos y zoomórficos, los artistas podían llevar su apariencia "al extremo", dando al "transformismo drag queen" una "connotación lúdica y transgresora". Aunque a Salguero no le gustaba la etiqueta de "drag queen", Parra colaboró con Aruquipa para presentar el término a la comunidad en general.
El experimento fue un éxito rotundo, con el "transformismo drag queen" convirtiéndose en "sinónimo de [Las Galán] en marchas e intervenciones callejeras", especialmente después de que el colectivo hiciera su debut público en 2001. Ese año, en diciembre, Las Galán fueron invitadas como grupo explícitamente drag queen a actuar en la Plaza Abaroa durante un acto del orgullo conmemorativo del quincuagésimo tercer aniversario de la Declaración Universal de los Derechos Humanos. A partir de entonces, Parra y su compañía se convirtieron en un elemento básico en los eventos populares de La Paz, promoviendo el arte del travestismo en diferentes formas y medios artísticos, incluso en exposiciones, actuaciones en clubes nocturnos, concursos, desfiles del orgullo e incluso a través de promociones en televisión y revistas.
En su análisis, Aruquipa afirma que el inicio de la década del 2000 marcó el período en el que Las Galán dejó de ser un colectivo de artistas drag puramente femenino y comenzó a adoptar formas más variadas de expresión de género. Para Parra, el grupo había dejado de ser un movimiento gay y se había convertido en un movimiento trans "en todas sus formas. Desde la más simple, que es transformismo, [a] la transgresión, hasta la transformación, porque hemos transformado nuestras vidas". Con la rápida expansión del grupo, tanto en membresía como en alcance, vino el movimiento para rearticular su identidad central. A partir de 2003, la compañía comenzó a autodenominarse "La Familia Galán", adoptando una posición de familia encontrada y cuestionando la pertenencia exclusiva a la familia biológica. El nombre también fue un desafío abierto al concepto de familia nuclear promovido por grupos fundamentalistas religiosos y provida, con quienes el colectivo había tenido múltiples confrontaciones públicas.

## Carrera política y activismo LGBT

### Activismo político y organización LGBT (2001-2005)
Las primeras incursiones de Parra en el activismo político ocurrieron en 2001 cuando su grupo participó en un evento de concientización sobre el VIH/SIDA en La Paz y luego fue contratado para una campaña de concientización a nivel nacional. Por esta época, la Familia Galán comenzó a participar activamente en los primeros intentos de consolidar un movimiento LGBT en Bolivia. En 2002, fue uno de los más de veinte grupos que asistieron al III Congreso Nacional LGBT en La Paz. En la reunión, Parra y Las Galán asumieron una posición crítica en relación con la forma en que habían estado operando hasta entonces los organizadores del evento. La postura de Para surgió de su visión escéptica hacia las organizaciones no gubernamentales, a las que consideraba corruptas, elitistas e incapaces de funcionar como grupos de defensa de derechos LGBT. Aunque la Familia Galán respaldó la formación de la Red Nacional de Comunidades LGBT de Bolivia, el organismo se disolvió gradualmente con el tiempo a medida que los grupos miembros, incluido Las Galán, comenzaron a desvincularse de él.
En 2005 se formó el Movimiento Arcoíris, integrado por la Familia Galán y otras organizaciones LGBT opuestas a la red nacional. El grupo buscó aplicar matices abiertamente políticos a los diversos eventos del orgullo que se habían realizado hasta ese momento, promoviendo la idea de que, en lugar de simples exhibiciones estéticas, las marchas LGBT podrían usarse como plataformas para exigir derechos civiles. "Esto no es solo un desfile, esta es una marcha para terminar con la homofobia", afirmó Parra en una manifestación. En junio, el Movimiento Arcoíris constituyó la delegación de La Paz al IV Congreso Nacional LGBT, donde criticó las fallas de la red nacional. El grupo votó en contra del informe anual de la red y en contra de su continuación como organismo, pero fue superado por las delegaciones de los otros seis departamentos participantes. Posteriormente, sus miembros abandonaron el congreso en su segundo día, sin tener en cuenta las resoluciones posteriores que se tomaron.

### Derechos LGBT y la Asamblea Constituyente (2005-2006)
La ruptura entre Parra y la Familia Galán con otros movimientos organizados LGBT se produjo en un momento crítico cuando las discusiones más amplias sobre posibles reformas a la Constitución estaban en pleno apogeo. En ocasiones, el faccionalismo interno y la desunión del movimiento obstaculizaron los esfuerzos para incluir la expansión de los derechos LGBT en estas discusiones. Un ejemplo de esto ocurrió en 2002 cuando la Red Nacional de Comunidades LGBT presentó al Congreso un paquete de reformas constitucionales que incluían, entre otras cosas, el derecho al matrimonio entre personas del mismo sexo y a las uniones civiles. Además del esperado retroceso impuesto por la Iglesia Católica, las propuestas de la red también enfrentaron la oposición interna de grupos LGBT, como Mujeres Creando y la Familia Galán, a pesar de que ambos habían participado en su redacción. Cuando el documento estaba programado para ser debatido en la Cámara de Diputados, un error de comunicación hizo que los proponentes de la ley no llegaran, por lo que solo asistieron Parra y otra crítica, María Galindo. Según Alberto Moscoso, director de la cadena nacional, "en [la reunión], París decía: 'Yo no quiero casarme, y no sé por qué están pidiendo el matrimonio en la leyo', [pero] la ley era para todos, no era específicamente para París Galán". En última instancia, tales desacuerdos internos y puntos de vista contradictorios hicieron que el proyecto perdiera impulso y la legislación fue archivada por el Congreso.

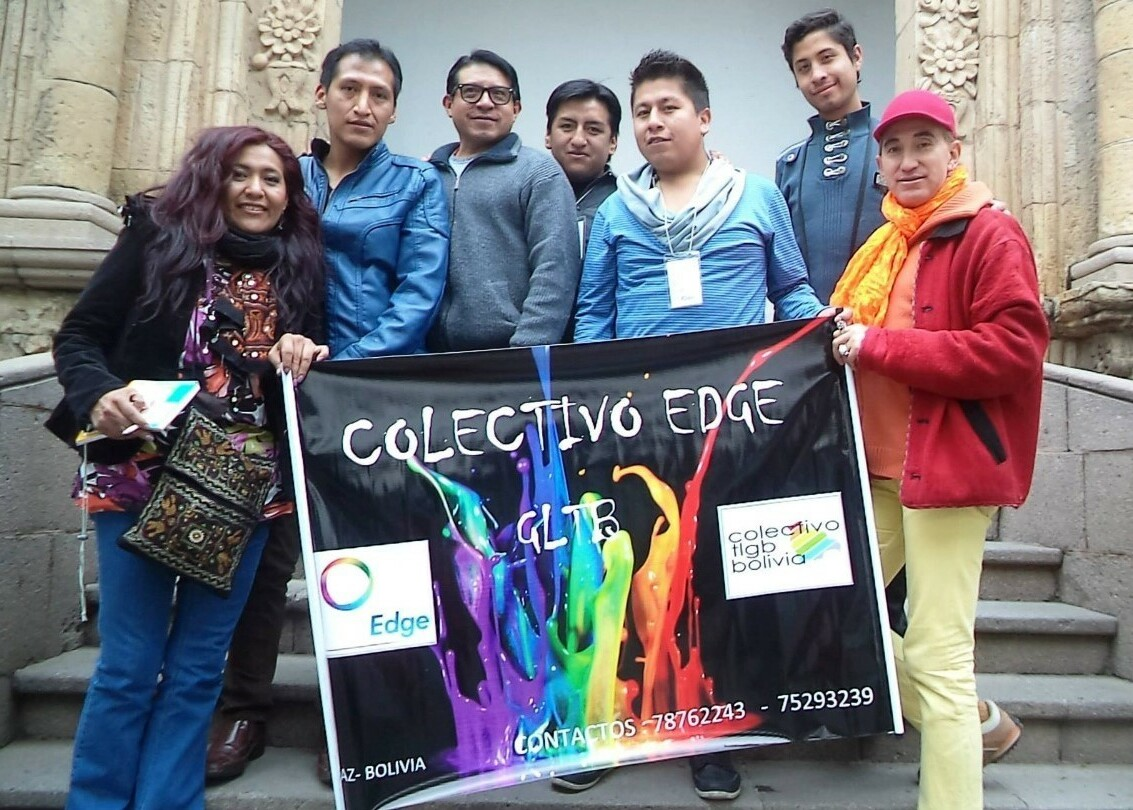
Parra (más a la derecha) con otros organizadores LGBT en La Paz, 27 de junio de 2022.

A pesar de estos contratiempos, surgieron nuevas oportunidades para promover las causas LGBT. En el período previo a 2006, con la convocatoria de la Asamblea Constituyente, la perspectiva de codificar los derechos LGBT en la Constitución recién reescrita se convirtió en una prioridad principal para grupos como el de Parra. En el mes anterior a la instalación de la asamblea, Parra y la Familia Galán colaboraron con autoridades gubernamentales para presentar las propuestas de su sector. En abril de 2005, la Unidad de Coordinación de la Asamblea Constituyente, en colaboración con la Familia Galán y otras organizaciones LGBT, convocó el Taller Nacional de las Diversidades Sexuales y Genéricas en Cochabamba. A nivel discursivo, el evento marcó un punto de inflexión para el movimiento de derechos LGBT boliviano, ya que la Familia Galán logró centrar con éxito la discusión de los derechos queer en torno a "diversidades sexuales y genéricas" en lugar de solo la "comunidad gay", un término que comenzó a caer en desuso. "Hasta ese momento, se había hablado de lo gay, lo gay y lo gay, invisibilizando a lo trans, lo lésbico, [y] a lo bisexual", afirmó Parra más tarde.
Además de esta y otras propuestas de política recopiladas en la reunión, también se formó una comisión nacional para representar a las minorías sexuales del país ante la Unidad de Coordinación de la Asamblea Constituyente. Parra fue elegido como representante nacional de la comisión, pero las luchas de poder internas llevaron a organizadores rivales a disputar su elección, generando una crisis de representación. Apenas unos meses después, durante el IV Congreso Nacional LGBT, se disolvió la extinta comisión formada en abril y se constituyó un nuevo Comité de Género y Diversidad Sexual respaldado por la UCAC y otras organizaciones LGBT y de derechos humanos. Habiendo abandonado ya el congreso, la Familia Galán no participó en su creación, y el comité corrió finalmente la misma suerte que su antecesor. Al ver la necesidad de consolidar una coalición más amplia, Parra participó en la formación de la Alianza Estratégica para la Inclusión de las Diversidades, un organismo que reunió a organizaciones activistas de una variedad de grupos minoritarios. Tras la formación de su directorio, Parra fue elegido como representante nacional de dicha alianza.
Aunque inicialmente se esperaba que las organizaciones de la sociedad civil pudieran presentar sus propios candidatos a la Asamblea Constituyente, la reafirmación de los partidos políticos como los únicos grupos autorizados para competir electoralmente obligó a Parra y otros organizadores a buscar un frente dispuesto a patrocinarlos. Dado su estatus como activista del partido, Parra primero buscó sellar un trato con el gobernante Movimiento al Socialismo (MAS-IPSP). Su alianza pronto llegó a un acuerdo con el MAS en el que el partido se comprometía a incluir representantes de cada sector —incluidas tres minorías sexuales— en sus listas electorales. Sin embargo, el partido renegó del acuerdo en el último momento, lo que obligó a Parra a encontrar un nuevo frente a horas de la fecha límite de registro. "El MAS nos [dio] la espalda", denunció Parra. Su candidatura y la de otros organizadores queer finalmente fueron patrocinadas por el Movimiento Bolivia Libre, pero el frenético cambio de última hora debilitó sus posiciones electorales. "A mi me habían puesto en una circunscripción donde nadie me conocía", relató Parra. Al final, ningún candidato LGBT fue elegido para la Asamblea Constituyente. Con la disolución de la alianza estratégica poco después, Parra se retiró de la escena política y no jugó un papel activo en el proceso de redacción de la Constitución. Si bien el texto final incluía un lenguaje de afirmación LGBT, no llegó a codificar cuestiones queer más importantes y prohibió explícitamente el matrimonio entre personas del mismo sexo.

### Política electoral y obstáculos procesales (2015-2021)
En los años posteriores a la aprobación de la Constitución de 2009, Parra asumió una disposición antagónica hacia el gobierno gobernante del MAS, cuyos esfuerzos contra la discriminación consideró deficientes. En una entrevista de 2016 con The Washington Post, Parra expresó su desaprobación por la forma en que el gobierno había manejado una ley que permitía a los ciudadanos transgénero cambiar legalmente de género. Concluyó que solo había seguido adelante con el proyecto de ley "para sofocar la ira de los activistas" y lamentó que se haya pedido a los grupos de derechos LGBT que "mantengan un perfil bajo". ... mientras el proyecto de ley estaba en el Congreso ... para evitar generar oposición." Cuando se le preguntó en 2019 si la ley había cambiado la situación de las personas trans en Bolivia, Parra respondió con un rotundo "no", y señaló que el gobierno en realidad había retrocedido y enmendado la legislación después de que una mujer trans la hubiera usado para casarse con su pareja.

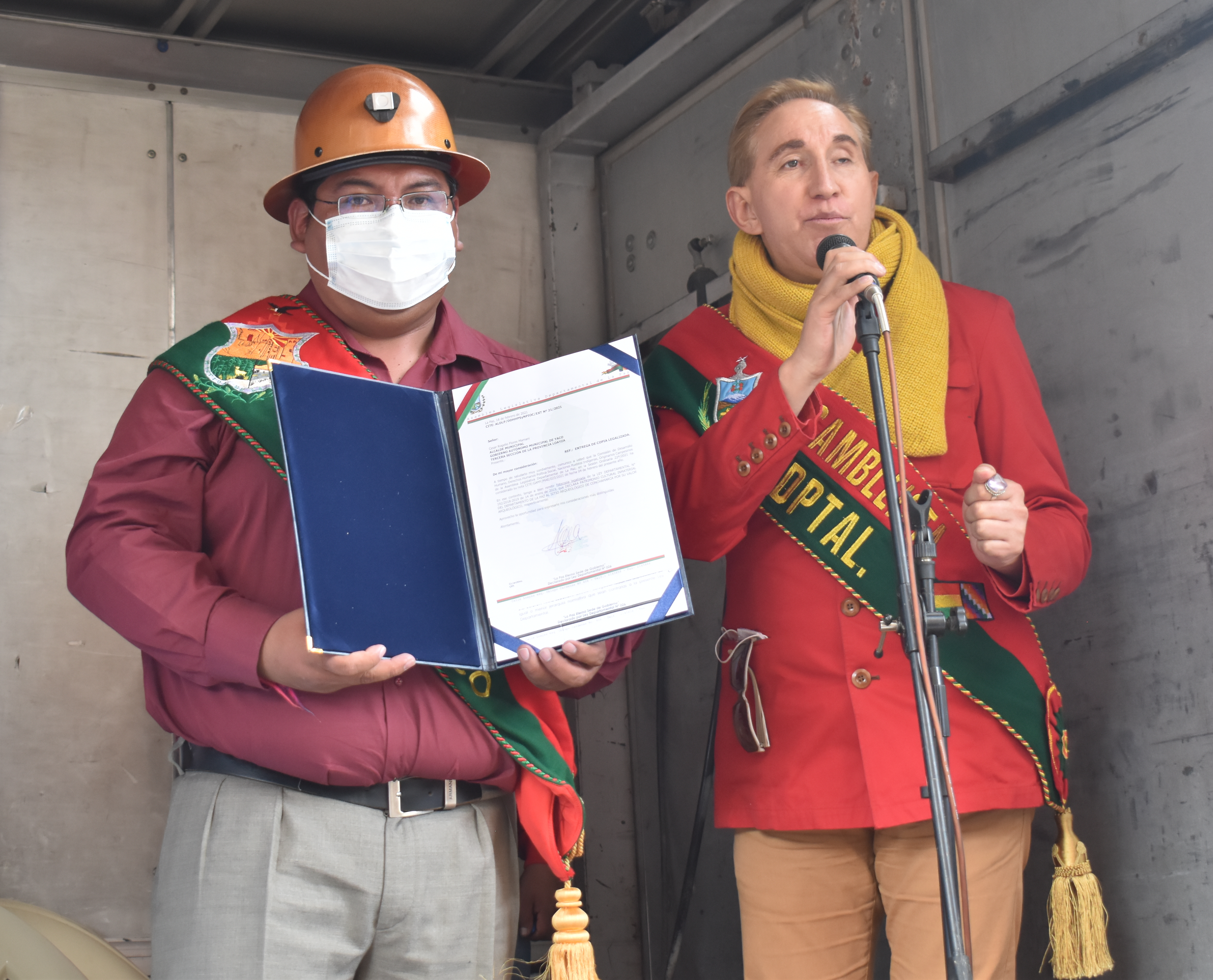
Pronunciando un discurso en una ceremonia conmemorativa en La Paz, 18 de febrero de 2021.

Desde principios de la década de 2010, Parra comenzó a apoyar las políticas progresistas del alcalde de La Paz, Luis Revilla, quien se había manifestado mucho más abiertamente a favor de los derechos LGBT en comparación con el gobierno nacional. A finales de 2014, respondiendo a la convocatoria pública del partido de Revilla, Soberanía y Libertad (SOL.bo), Parra se presentó como precandidato a un escaño en el Concejo Municipal de La Paz. El partido finalmente lo nominó para un escaño en la Asamblea Legislativa Departamental de La Paz, en la que se desempeñaría como asambleísta suplente. Elegido a principios de 2015 y juramentado en mayo, Parra se convirtió en la primera persona abiertamente transgénero en ganar un cargo electivo en la historia de Bolivia. A partir de 2022, es una de las dos personas queer y el segundo hombre gay que se ha desempeñado como legislador en el país, después de Manuel Canelas, quien asumió un escaño en la Cámara de Diputados solo unos meses antes.
De acuerdo con la representación proporcional, a SOL.bo se le asignaron diez escaños de lista partidaria en la Asamblea Legislativa Departamental. Dado que el partido solo había postulado siete candidatos, los tres escaños restantes quedaron vacantes a la inauguración de la asamblea. Como uno de los tres asambleístas suplentes de más alto rango, Parra buscó ser autorizado para ocupar uno de los escaños vacíos. Aunque el Tribunal Supremo Electoral ordenó la juramentación de los tres suplentes, el Tribunal Electoral Departamental se negó a acreditarlos por motivos técnicos, dando inicio a una batalla legal que duró varios años. Luego de tres años de estancamiento —durante los cuales uno de los tres suplentes, José Luis Mayta, murió en un accidente—, Parra y su colega, Delia Quispe, se declararon en huelga de hambre en protesta por la violación de sus derechos políticos. En septiembre de 2018, el Tribunal Supremo Electoral intervino y entregó sus credenciales a Parra y Quispe. A pesar de esto, la pareja siguió enfrentando obstáculos cuando la legislatura controlada por el MAS, ante la pérdida de su mayoría de facto, se negó a juramentarlos. Finalmente, el 30 de mayo de 2019, después de cuatro años y con apenas diez meses de mandato, tanto Parra como Quispe pudieron asumir el cargo.
Como resultado de la anulación de las elecciones generales de 2019 y los retrasos en la celebración de las elecciones generales de 2020, los mandatos de todas las autoridades subnacionales, incluida la de Parra, se extendieron por un año. En las elecciones departamentales de 2021, Parra buscó la reelección a su curul en la Asamblea Departamental. Sin embargo, el distante sexto lugar de SOL.bo en las urnas lo dejó sin la mayoría de la representación parlamentaria, negando a Parra un segundo mandato.

## Vida personal e identidad de género
Parra es homosexual y ha tenido al menos cuatro relaciones comprometidas con personas del mismo sexo a lo largo de su vida. Respecto a la perspectiva de matrimonio, Parra ha manifestado su desinterés por el tema, afirmando que "siempre he sido contrario a la idea de casarse. Pienso que cuando uno encuentra a alguien y quiere expresar su amor lo puede hacer sin necesidad de una unión legal". También ha afirmado que no adoptaría, diciendo: "los que piensan: 'soy gay, quiero tener pareja y adoptar hijos para validarme' están reforzando modelos familiares y de pareja y eso lo cuestiono". Respecto a su identidad de género, Parra ha declarado que aunque de adolescente quiso ser mujer, "en la medida que fui creciendo emocionalmente, madurando y tuve mi primera pareja, reafirmé mi posición de hombre biológico. Yo no quiero ser mujer, yo soy biológicamente hombre y me gusta serlo, disfruto de mi cuerpo y de mi sexualidad". Al mismo tiempo, Parra se identifica como transgénero, viéndose fuera del binarismo de género "sin dejar de ser biológicamente hombre". "Hay que definirse para la gente porque quiere algo fijo, así que me defino como trans", comentó.